# Hans Kammler
Hans Friedrich Karl Franz Kammler, född den 26 augusti 1901 i Stettin, död troligen den 9 maj 1945 i Eule nära Prag, var en tysk ingenjör och SS-general. Han var chef för Byrå C inom SS-Wirtschafts- und Verwaltungshauptamt, SS:s ekonomi- och förvaltningsstyrelse, och i slutet av andra världskriget ledde han V1- och V2-programmet. Det förekommer något motstridiga uppgifter om hans död och även konspirationsteorier om att han skulle ha överlevt och flyttat till USA eller Sydamerika efter kriget.